# Agrotera nemoralis
Agrotera nemoralis — вид лускокрилих комах родини вогнівок-трав'янок (Crambidae).

## Поширення
Вид поширений в Європі та Азії від Великої Британії до Індії та Японії. Присутній у фауні України.

## Опис
Розмах крил Agrotera nemoralis може досягати 20–24 мм. Передпліччя коричневі з помаранчевими плямою і чіткою смугою з неправильною пост-серединною лінією. Бахрома білого кольору з неправильними коричневими смугами.

## Спосіб життя
Метелики літають з травня по липень залежно від місця розташування. Вони активні в сутінках. Личинки живляться листям граба (Carpinus betulus), але також може траплятись на ліщині, березі та каштані. Молоді личинки зазвичай живуть на нижній стороні листя. Потім вони скручують два листя разом і там зимують у коконі.